# Резервисти (оружане снаге)
Резервисти (енгл. Military reserve force), војни обвезници који су завршили војну обуку, који се позивају у војну службу по потреби - мобилизацијом у случају рата или ванредног стања. Од увођења опште војне обавезе и стварања масовних националних армија (током 19. века) па до краја Другог светског рата (1945), већина војски састојала се од мале професионалне (кадровске) армије и мобилисаних цивилних резервиста.

## Историја
У раздобљу између Француске револуције (1789) и Првог светског рата (1914) у већини европских држава дотадашње професионалне стајаће војске замењене су масовним националним армијама. До краја 19. века у већини држава уведена је општа војна обавеза. Релативно мале професионалне (кадровске) армије постале су школа за обуку грађана за рат, у којима се обучавало резервно људство за попуну војних јединица, које су формиране на проглас мобилизације. Уведена је евиденција војних обвезника, планови мобилизације (формирања и попуне ратних јединица од мирнодопског до ратног бројног стања) и школовање резервног старешинског кадра (на курсевима или у школама). Сваки војни обвезник добија ратни распоред - место и јединицу у коју треба да се јави након проглашене мобилизације.